# Ајхалден
Ајхалден (њем. Aichhalden) општина је у њемачкој савезној држави Баден-Виртемберг. Једно је од 21 општинског средишта округа Ротвајл. Према процјени из 2010. у општини је живјело 4.119 становника. Посједује регионалну шифру (AGS) 8325001.

## Географија
Ајхалден се налази у савезној држави Баден-Виртемберг у округу Ротвајл. Општина се налази на надморској висини од 716 метара. Површина општине износи 25,7 km².

## Становништво
У самом мјесту је, према процјени из 2010. године, живјело 4.119 становника. Просјечна густина становништва износи 160 становника/km².